# Препараты платины
Препара́ты пла́тины — цитостатические противоопухолевые химиотерапевтические лекарственные препараты алкилирующего типа, содержащие в составе молекул двухвалентную платину (II) и неформально называемые просто «платиной». Все эти препараты являются координационными комплексами двухвалентной платины.

## Токсичность препаратов платины
Серьёзным дозолимитирующим токсическим эффектом при лечении злокачественных опухолей с помощью препаратов платины является их высокая нейротоксичность, приводящая к развитию периферических нейропатий, включая полинейропатии. Важно иметь в виду также их высокую ототоксичность, приводящую к развитию глухоты, нефротоксичность, приводящую к развитию почечной недостаточности и гематотоксичность, приводящую к выраженной иммуносупрессии, развитию лейкопении, тромбоцитопении и анемии. Также препараты платины обладают весьма высокой эметогенностью.

## Механизм действия
Лучше всего изучен механизм действия цисплатина. Однако имеются основания предполагать, что механизм действия других противоопухолевых препаратов платины не отличается или отличается незначительно. Платиновые производные, подобно классическим алкилирующим противоопухолевым препаратам, вызывают различные повреждения ДНК злокачественных клеток — моноаддукты, межцепочечные кросс-линки, внутрицепочечные кросс-линки, кросс-линки ДНК с белковыми молекулами. Препараты платины в основном оказывают воздействие в области 7-го атома азота в гуаниновых нуклеотидных основаниях, формируя [1, 2] внутрицепочечный кросс-линк.
Возникающий в результате воздействия препаратов платины кросс-линкинг ингибирует возможность восстановления повреждений ДНК специализированными ферментами, а также исключает возможность «развёртывания» двойной спирали ДНК, «расплетания» цепочек и синтеза новой ДНК, что необходимо для осуществления процесса клеточного деления (митоза). В результате злокачественная клетка, потерявшая способность к делению, подвергается апоптозу.
Препараты платины иногда относят к «неклассическим алкилирующим препаратам», иногда же относят к «алкилоподобным» препаратам, из-за сходства их эффектов на клеточном уровне и их механизма действия с эффектами и механизмом действия «классических» алкилирующих препаратов, несмотря на отсутствие у препаратов платины активных алкильных групп.

## Примеры
- Цисплатин, исторически первый из клинически применяемых препаратов платины. Цисплатин особенно эффективен в отношении злокачественных опухолей яичка; после его внедрения в клиническую практику 5-летняя безрецидивная выживаемость при злокачественных опухолях яичка повысилась с 10 % до 85 %[5]
- Цис-Дигидроксидиаминдихлороплатина (II) (платин);
- Липоплатин, улучшённая липосомальная версия цисплатина.
- Карбоплатин, противоопухолевый препарат на основе платины второго поколения.
- Оксалиплатин, противоопухолевый препарат на основе платины третьего поколения.
- Циклоплатам
- Сатраплатин
- Пикоплатин
- Недаплатин
- Триплатина тетранитрат